# Magdalena Szczerbowska
Magdalena Wojnarowska z domu Szczerbowska (ur. w 1975) – polska aktorka musicalowa. Ukończyła Podstawową Szkołę Muzyczną w klasie fortepianu, a następnie Średnią Szkołę Muzyczną w klasie śpiewu solowego. Jest także absolwentką wydziału wokalno–aktorskiego Akademii Muzycznej im. Karola Szymanowskiego w Katowicach. Obecnie jest aktorką teatru muzycznego  Capitol we Wrocławiu.

## Role w spektaklach muzycznych
- Na szkle malowane – rola Dziewczyny Śmierci  reż. Józef Skwark, Teatr Rozrywki, 7 marca 1999 r.
- The Rocky Horror Show – rola Janet Wise, reż. Marcel Kochańczyk, Teatr Rozrywki, 12 czerwca 1999 r.
- Jesus Christ Superstar – rola Marii Magdaleny, reż. Marcel Kochańczyk, Teatr Rozrywki, 28 kwietnia 2000 r.
- Sen nocy letniej – rola Pięknej Heleny, reż. Wojciech Kościelniak, muz. Leszek Możdżer Teatr Muzyczny im. Baduszkowej w Gdyni, 27 października 2001 r.
- Dyzma-musical – rola Niny, reż. Laco Adamic, muz. Włodzmierz Korcz, Teatr Rozrywki, 27 września 2002 r.
- Gorączka – show z muzyką Elvisa Presleya, reż. Wojciech Kościelniak, kierownictwo muz. i aranżacje: Piotr Dziubek Teatr Muzyczny Capitol, 23 stycznia 2003 r.
- Kaj i Gerda-Baśń o Królowej Śniegu – rola Królowej Śniegu, reż. Wojciech Kościelniak, muz. Piotr Dziubek Teatr Muzyczny Capitol, 4 grudnia 2003 r.
- West Side Story – rola Anity, reż. Wojciech Kościelniak Teatr Muzyczny Capitol, 24 kwietnia 2004 r.
- Galeria – spektakl muzyczny przedstawiający nowe interpretacje utworów Jacka Kaczmarskiego, koncert finałowy XXV Przeglądu Piosenki Aktorskiej we Wrocławiu, reż. Wojciech Kościelniak, kierownictwo muz. i aranżacje: Piotr Dziubek, Teatr Muzyczny Capitol, 3 maja 2004 r.
- SCAT - czyli od pucybuta do milionera – rola Manueli Beatrice del Sol Sathurday reż. Wojciech Kościelniak, muz. Leszek Możdżer, Teatr Muzyczny Capitol, 14 kwietnia 2005 r.
- My fair lady – rola Elizy Doolittle, reż. Anna Kękuś, Teatr Muzyczny Capitol, 7 października 2005 r.
- Bo we mnie jest sex, czyli legenda Kaliny Jędrusik – Koncert Finałowy 27. Przeglądu Piosenki Aktorskiej we Wrocławiu, reż. Wojciech Kościelniak, kier. muzyczne i aranżacje Włodzimierz Korcz, Teatr Muzyczny Capitol, 17 marca 2006 r.
- Swing – piosenki D. Elingtona
- Zegar – piosenki Jacka Kaczmarskiego (z okazji 25 lecia Solidarności Walczącej)

## Role filmowe i serialowe
- Dzień świra – dziewczyna na plaży, reż. Marek Koterski, premiera: 7 czerwca 2002 r.
- Pierwsza miłość – Anna Mroczek, reż. Okił Khamidov
- Policjantki i policjanci, odc. 231 – Anna (postać drugoplanowa)
- Psy 3. W imię zasad – Angela[2]
- Sprawiedliwi – Wydział Kryminalny – patolog Julia Pakulska

## Inne
- Niebo w dobrym humorze premiera 12 czerwca 2005 r. Filharmonia Śląska w Katowicach, widowisko muzyczne przygotowane przez Zespół Wokalno-Taneczny Ychtis pod kier. Barbary Pelki z udziałem znanych artystów. Teksty ks. Jan Twardowski, kierownictwo muz. Wojciech Sanocki, reżyseria i scenariusz Aneta Chwalba, kier. produkcji Marian Pyrek
- Jako fotomodelka współpracuje z „Twoim Stylem”, „Urodą”, „Przyjaciółką”.
- Nieszpory, Artyści Janowi Pawłowi II w hołdzie, „Magnificat” muz. Leszek Możdżer, Gdańsk 1 kwietnia 2006 r.
- Missa Gospel's muz. Włodzimierz Szomański. Soliści: Magdalena Szczerbowska, Marek Bałata Gdańsk, 15 sierpnia 2006 r.
- Pieśni Wielkopostne Gdynia, Legnica, Poznań 2007
- Hymny – Artyści Janowi Pawłowi II w hołdzie, Hymn o św. Rafale muz. Ciechanovicius, Wilno 2 kwietnia 2008

## Nagrody
- Grand Prix na Festiwalu Piosenki Francuskiej w Lubinie', kategoria profesjonalistów 2003 r., brawurowo wykonała „Avant le jazz” oraz „Tous les moulins de mon coeur”
- Finalistka XXV i XXVI Konkursu Aktorskiej Interpretacji Piosenki (Przegląd Piosenki Aktorskiej we Wrocławiu)